# (5558) Johnnapier
(5558) Johnnapier  es un asteroide perteneciente al cinturón interior de asteroides, concretamente al grupo de Hungaria, descubierto el 24 de noviembre de 1989 por Robert H. McNaught desde el Observatorio de Siding Spring, en Australia.

## Designación y nombre
Johnnapier se designó inicialmente como 1989 WL2.
Más adelante fue nombrado en honor al matemático escocés John Napier (1550-1617).

## Características orbitales
Johnnapier orbita a una distancia media del Sol de 1,9353 ua, pudiendo acercarse hasta 1,7172 ua y alejarse hasta 2,1533 ua. Tiene una excentricidad de 0,1126 y una inclinación orbital de 23,3815° grados. Emplea en completar una órbita alrededor del Sol 983 días.

## Características físicas
Su magnitud absoluta es 14,2. Tiene 2,327 km de diámetro. Su albedo se estima en 0,819. El valor de su periodo de rotación es de 73,9 h.